# Pavel Atman
Pavel Nikolayevich Atman, más conocido como Pavel Atman, (Volgogrado, 25 de mayo de 1987) es un jugador de balonmano ruso que juega como central en el Hapoel Rishon LeZion. Es internacional con la selección de balonmano de Rusia.

## Palmarés

### Dinamo Minsk
- Liga de Bielorrusia de balonmano (2): 2011, 2012

### Chejovskie Medvedi
- Liga de Rusia de balonmano (1): 2013
- Copa de Rusia de balonmano (1): 2013

### Metalurg
- Liga de Macedonia de balonmano (1): 2014

### Meshkov Brest
- Liga de Bielorrusia de balonmano (2): 2016, 2017
- Copa de Bielorrusia de balonmano (2): 2016, 2017

## Clubes
- GK Kaustik Volgograd (2005-2010)
- HC Dinamo Minsk (2010-2013)
- Chejovskie Medvedi (2013)
- RK Metalurg (2013-2015)
- El Jaish (2015)
- Meshkov Brest (2015-2017)
- TSV Hannover-Burgdorf (2017-2019)
- RK Vardar (2019-2020)
- CSKA Moscú (2020-2022)
- Maccabi Rishon LeZion (2022-2024)
- Hapoel Rishon LeZion (2024- )